# مصفرة
المِصَفِّرَة جنس نباتات وأشجار من الفصيلة المغزرية. تتلون أوراقه عندما تجفّ باللون الأصفر المخضرّ، لذلك سميت بالمصفرة. يضم هذا الجنس من النبات حوالي 93 نوعاً، معظمهم في أستراليا والهند وأندونيسيا وماليزيا، وأربعة أنواع (منها 2 متوطنة) في الصين.